# Морская улица (Зеленогорск)

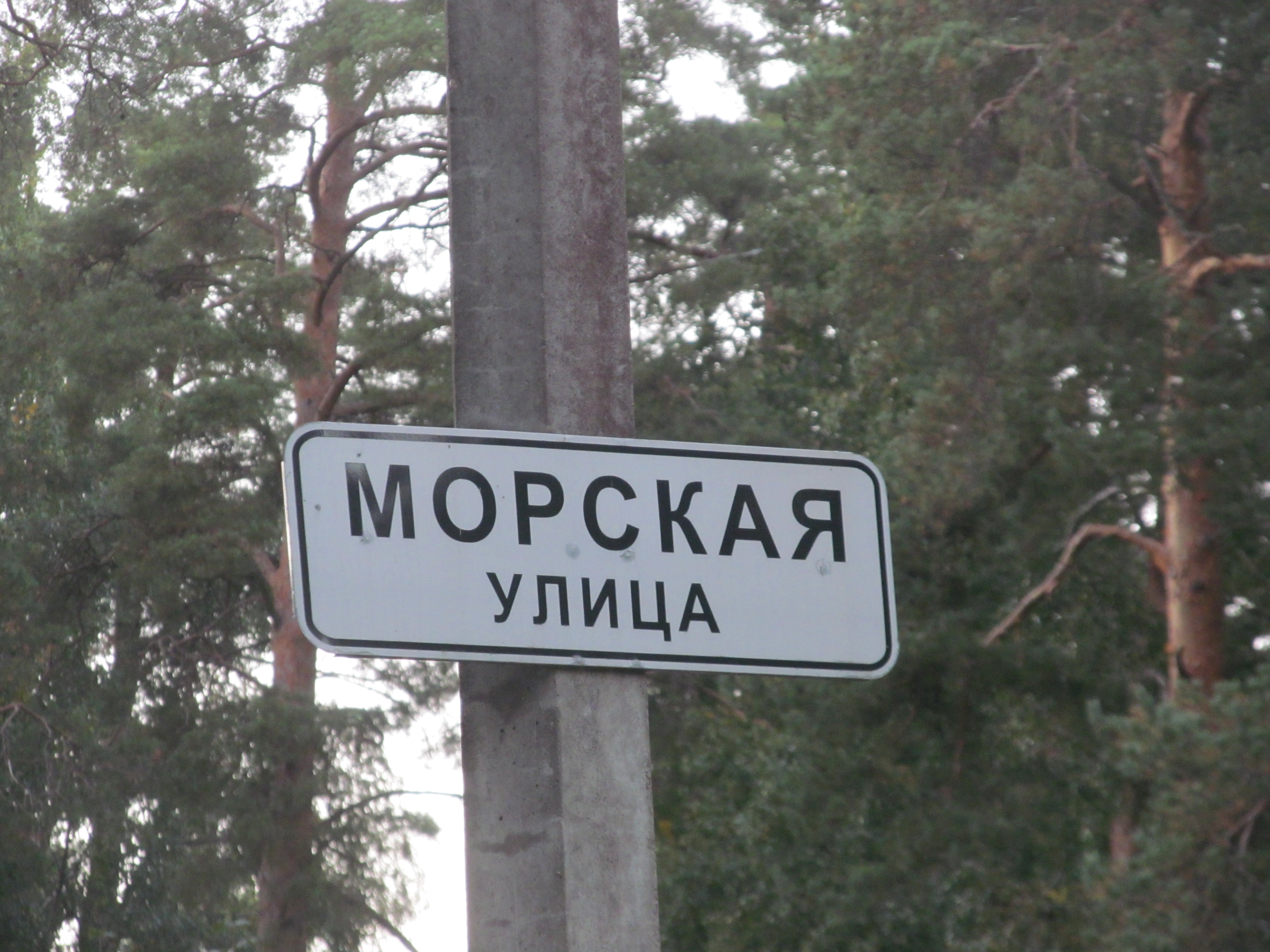

Морска́я у́лица — улица в городе Зеленогорске Курортного района Санкт-Петербурга. Проходит от Приморского шоссе за Тихий переулок до промзоны ГУП «Водоканал Санкт-Петербурга» (Морская улица, 11).
Название Морская улица появилось в послевоенное время. Оно связано с тем, что улица идет к Финскому заливу Балтийского моря.
Восточную (четную) сторону от Приморского шоссе до Тихого переулка занимает безымянный сквер.

## Перекрёстки
- Приморское шоссе
- Тихий переулок